# Oxid manganistý
Oxid manganistý (Mn2O7) je jedním z oxidů manganu. Oxidační číslo manganu ve sloučenině je sedm. Je anhydridem kyseliny manganisté.
Je to jediný oxid kovového prvku, který je za normální teploty kapalný. Je to nestálá vysoce reaktivní olejovitá kapalina. Její příprava a izolace je obtížná. Byla popsána poprvé roku 1860.

## Základní vlastnosti
Sloučenina se jeví zelená v odraženém světle a červená ve světle prošlém. Je rozpustná v chloridu uhličitém, taje při 5,9 °C, a sublimuje při −10 °C. Tyto vlastnosti naznačují, že látka má nepolární molekulární strukturu. Molekula se skládá z dvojice tetraedrů spojených přes jeden vrchol. Kyslíkové atomy jsou umístěny ve vrcholech tetraedrů přičemž manganové atomy leží uprostřed každého z nich. Vazby lze vyjádřit vzorcem O3Mn-O-MnO3. Délka terminální vazby Mn-O je 1,585 Å a pro můstkový atom kyslíku pak 1,77 Å od obou atomů Mn. Úhel Mn-O-Mn je 120.7°.

## Příprava a reakce
Mn2O7 vzniká jako olejovitá kapalina po přidání studené koncentrované kyseliny sírové k manganistanu draselnému. Reakcí z počátku vzniká kyselina manganistá, HMnO4 (též popisována vzorcem HOMnO3), která spontánně dehydratuje za vzniku svého anhydridu, Mn2O7.
2 KMnO4 + 2 H2SO4 → Mn2O7 + H2O + 2 KHSO4
Mn2O7 může dále reagovat s kyselinou sírovou za vzniku kationtu MnO3+, který je isoelektronový s oxidem chromovým:
Mn2O7 + 2 H2SO4 → (MnO3)+(HSO4)− + H2O
Mn2O7 se pozvolna rozkládá již při pokojové teplotě, explosivně pak při teplotě nad 70 °C. Exploze může být též iniciována stopovým množstvím organických látek. Jako produkty rozkladu vznikají oxid manganičitý a kyslík. Jako vedlejší produkt vzniká též ozón, který propůjčuje této sloučenině ostrý zápach.

## Likvidace látky
Jelikož se jedná o velice reaktivní substanci, přičemž po sebemenším kontaktu s organickou hmotou může dojít k agresivní deflagraci, je nutné její zbytky či všechny odpady, jež jsou touto látkou znečištěné po využití pro daný účel zlikvidovat. To je jednoduše provedeno smísením látky s vodou. Oxid okamžitě reaguje za vzniku kyseliny manganisté. Tato reakce je provázena změnou barvy ze zelené na fialovou, není zvláště agresivní. Kyselina manganistá, byť je méně nebezpečná než původní oxid, je stále velmi silná kyselina se silnými oxidativními vlastnostmi. Nejlepším postupem se poté jeví být jednoduše nechat tento roztok stát několik dní na místě s přístupem slunečního světla, přičemž postupně dojde ke spontánnímu rozpadu této kyseliny na oxid manganičitý, vodu a kyslík. Výsledný roztok je pak již relativně bezpečný.